# Annulares annulatus
Annulares annulatus is een insect uit de familie van de mierenleeuwen (Myrmeleontidae), die tot de orde netvleugeligen (Neuroptera) behoort. 
Annulares annulatus is voor het eerst wetenschappelijk beschreven door Stitz in 1912.